# لیسووو
لیسووو (به بلغاری: Lisovo) یک منطقهٔ مسکونی در بلغارستان است که در شهرستان اسویلنگراد واقع شده‌است.
 لیسووو ۲۲٬۳۳۸ کیلومتر مربع مساحت و ۳ نفر جمعیت دارد.